# Sciophila popocatepetli
Sciophila popocatepetli är en tvåvingeart som beskrevs av Luigi Bellardi 1859. Sciophila popocatepetli ingår i släktet Sciophila och familjen svampmyggor. Inga underarter finns listade i Catalogue of Life.